# Ezio Maccani
Ezio Maccani (Trento, 16 luglio 1911 – Sabadell, 25 ottobre 1937) è stato un aviatore e militare italiano, decorato di medaglia d'oro al valor militare alla memoria nel corso della guerra di Spagna.

## Biografia

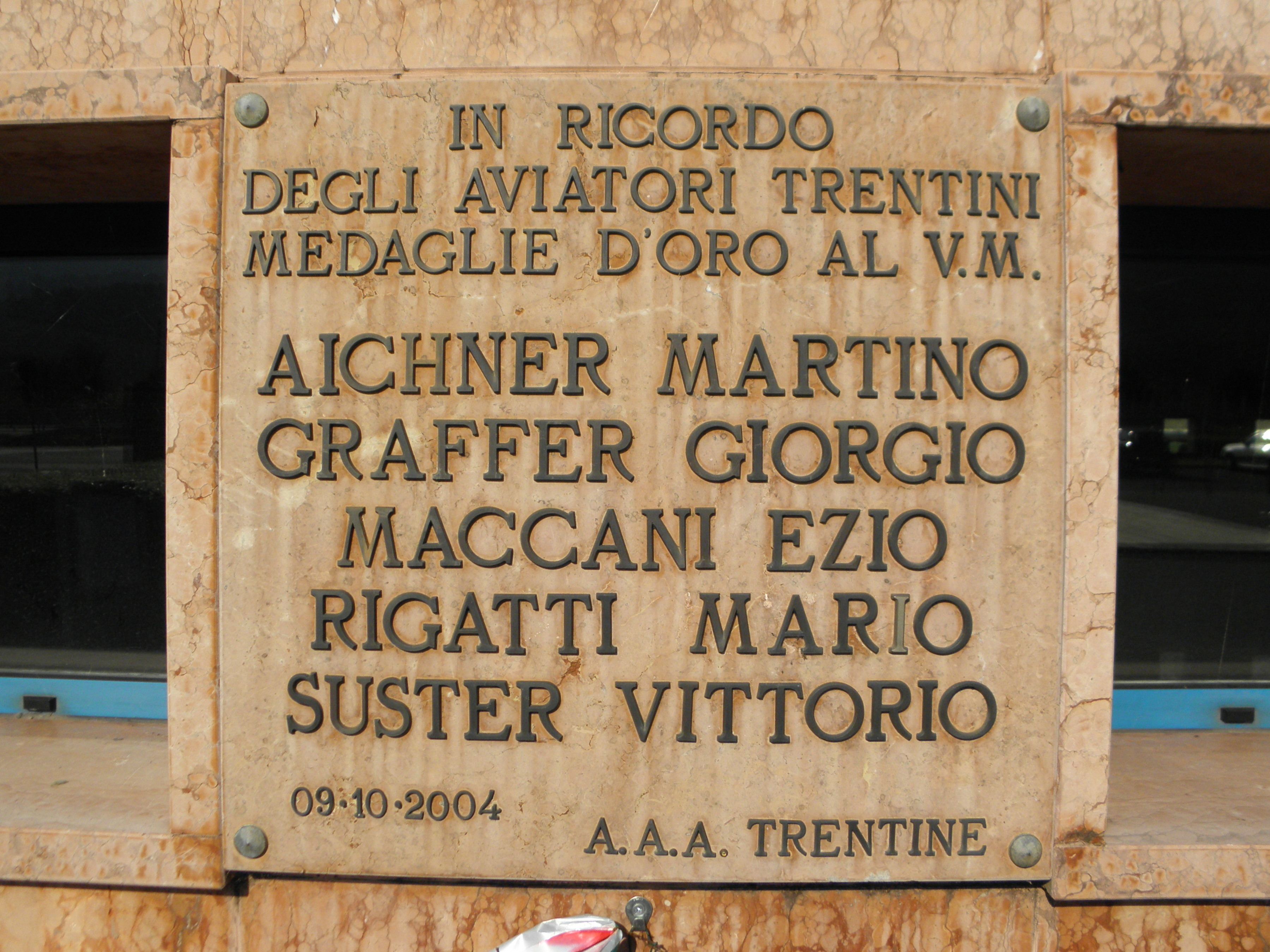
Trento, aeroporto di Trento-Mattarello "Gianni Caproni": la lapide posta dalle AAA trentine a memoria delle MOVM Martino Aichner, Giorgio Graffer, Ezio Maccani e Vittorio Suster.

Nacque a Trento il 16 luglio 1911, conseguendo la licenza liceale presso il Regio Istituto “Giovanni Prati” nell'agosto 1931. In quello stesso anno chiese, ed ottiene, di essere ammesso al Corso ufficiali piloti di complemento che iniziò nel febbraio 1932. Frequentò la scuola di pilotaggio sull'aeroporto del Littorio (Roma-Urbe) a partire dal marzo dello stesso anno. Promosso aviere scelto allievo Ufficiale nel maggio successivo, fu assegnato alla Scuola caccia dell'Aeroporto di Aviano nel mese di novembre. Divenne pilota di aeroplano conseguendo il brevetto sul Breda Ba.25bis e fu promosso 1º Aviere allievo ufficiale pilota nel mese di dicembre.
Nel gennaio 1933 ottenne il brevetto di pilota militare sul Caproni Ca.100, e nel febbraio successivo fu promosso sottotenente pilota di complemento, entrando in servizio presso l'8º Stormo Bombardamento Terrestre di stanza sull'aeroporto di Poggio Renatico il 2 marzo. Il 30 agosto successivo ottiene l'abilitazione al pilotaggio dei bombardieri abilitato sui Caproni Ca.74.
Assegnato alla Scuola da bombardamento il 10 giugno 1935, nel luglio di quello stesso anno è trasferito al 13º Stormo Bombardamento Terrestre, volando dapprima con i trimotori Caproni Ca.101, e poi sui Savoia-Marchetti S.M.81.
Assegnato al 7º Stormo Bombardamento Terrestre del Campo della Promessa di Lonate Pozzolo nel gennaio 1936, è promosso al grado di tenente pilota di complemento il 15 ottobre. Nell'aprile 1937 consegue l'abilitazione al pilotaggio dei bimotori Fiat B.R.20 Cicogna, e poi parte volontario per la guerra di Spagna. Assegnato all’Aviazione Legionaria delle Baleari il 4 ottobre, cade in combattimento su Sabadell il 25 dello stesso mese, volando a bordo di un bombardiere S.M.81 Pipistrello appartenente alla 251ª Squadriglia del XXV Gruppo "Pipistrelli delle Baleari" di stanza all'Aeroporto di Palma di Maiorca. Il velivolo fu colpito dalla contraerea durante un'azione di bombardamento notturno, e successivamente abbattuto da un caccia notturno Polikarpov I-16 Rata delle Fuerzas Aéreas de la República Española. Per onorarne il coraggio gli fu assegnata dal governo Mussolini la medaglia d'oro al valor militare alla memoria, e a Trento gli è stata intitolata una via e la locale sezione dell'Associazione Arma Aeronautica.

### Annotazioni
1. ↑  L'equipaggio dell'aereo era composto da: tenente pilota Ezio Maccani, sergente maggiore pilota Luigi Bertocchini, sergente maggiore pilota Sergio Pulcini, aviere scelto marconista Alessandro Amici, aviere scelto motorista Marino Sodini, aviere scelto armiere Paolo Sola.
2. ↑  La massima onorificenza fu appuntata personalmente da Benito Mussolini sul petto della sua vedova, signora Pierina Mariech, sullo scalone dell'Altare della patria.
3. ↑  Nella città di Saragozza, in Spagna, esiste una torre sacrario alta 6 piani dove sono sepolti o ricordati 2.300 caduti nella guerra civile spagnola. In questo monumento è presente una lapide in suo ricordo.

### Fonti
1. 1 2 3 4 5  Ferrante 2004, p. 3.
2. 1 2  Ufficio Storico dell'Aeronautica Militare 1969, p. 91.
3. ↑  Ufficio Storico dell'Aeronautica Militare 1977, p. 53.
4. 1 2  Ufficio Storico dell'Aeronautica Militare 1977, p. 54.
5. 1 2 3  Brotzu, Caso, Consolo 1972, p. 37.
6. 1 2 3  Ferrante 2004, p. 4.
7. ↑  Brotzu, Caso, Consolo 1972, p. 78.
8. ↑  Brotzu, Caso, Consolo 1972, p. 39.
9. ↑  Bollettino Ufficiale 1938, supl.01, pag.1.
10. 1 2 3  Ferrante 2004, p. 10.
11. 1 2 3  Ferrante 2004, p. 11.